# صلاح ستيتية
صلاح ستيتية (1929 - 2020) شاعر وكاتب وناقد فني وأدبي ودبلوماسي لبناني. ولد في حي البسطة التحتا في بيروت، وهو ابن أسرة بيروتية عريقة، وتوفي في باريس في 19 أيار (مايو) 2020. كتب معظم انتاجه الإبداعي باللغة الفرنسية، ما جعله أشهر الشعراء العرب الذين كتبوا باللغة الفرنسية. فهو من أبرز شعراء الفرانكوفونيّة، وينظر إليه النقاد الفرنسيّون المُعاصرون على أنّه أحد كبار شعراء اللغة الفرنسيّة في زماننا الراهن. وبحسب معارف الراحل، فهو كان عروبياً وفرانكوفونياً، باريسياً وبيروتياً، صوفياً وغربياً، تقليدياً وكونياً... إنه شاعر الثنائيات. وقد نعى السفير الفرنسي في لبنان، برونو فوشيه عبر حسابه على «تويتر»، الأربعاء، ستيتية قائلا: «بحزن عميق تبلغنا بوفاة صلاح ستيتية؛ الشاعر والكاتب والناقد الفني والدبلوماسي». وأضاف: «رحيل ستيتية يحرم لبنان كما فرنسا من شخصيّة عظيمة. تعازينا». ونعت المديرة العامة لليونسكو، أودري أزولاي الشاعر ستيتية، قائلة: «خُطّت الكلمات المذكورة أعلاه بقلم صلاح ستيتية، أحد أبرز قامات الشعر المعاصر، الذي غيّب الموت عنّا روحه الإنسانيّة الدؤوبة. كان صلاح ستيتية شغوفاً بالشعر العربي والفرنسي وقد خلّف لنا ميراثاً أدبياً رائعاً يشهد على عراقة كل منهما. ولا تزال مساهماته في مهام اليونسكو بارزة حتى يومنا هذا».

## دراسته
تلقى دروسه حتى المرحلة الثانوية في المدارس الأجنبية في بيروت. تابع دراساته الجامعية في فرنسا بعد أن واظب في إطار مدرسة الآداب العليا في بيروت على متابعة محاضرات أستاذ اللغة والثقافة الفرنسيتين غبريال بونور الذي ساهم في نشرهما وإشعاعهما في لبنان والعالم العربي.

## الحياة الشعرية
كان مشغوفاً على الدوام بقضايا الشعر المعاصر فارتبط منذ خمسينات القرن العشرين بصداقة مع كبار الشعراء الفرنسيين، مثل بيار جان جوف، اندريه بيار دومانديارغ، إيف بونفوا، اندريه دو بوشيه، رينيه شار وغيرهم.
أسس في الفترة ذاتها ملحقاً أدبياً أسبوعياً باللغة الفرنسية (لوريان ليثيرير) لعب دوراً كبيراً كوسيط بين الابداعات الجديدة في الغرب عموماً وفرنسا خصوصاً، وبين انبثاق أنماط كتابة وتفكير جديدة في لبنان والعالم العربي والشرق. وفي فرنسا، ساهم كتابةً وتنظيماً في كبريات مجلات الإبداع الأدبي والشعري، مثل لي ليتر نوفيل، لانوفال ريفوفرنسيز، ديوجين وغيرهم.

## العمل السياسي
مارس العمل الدبلوماسي طويلاً في باريس، وكان مندوب لبنان الدائم لدى الأونيسكو، ثم سفيراً في المغرب، وأميناً عاماً لوزارة الخارجية ثم سفيراً في لاهاي، وكان في كل ذلك سفيراً للشعر ولبنان والعرب والشرق، وصوتاً ناطقاً باسم قضايا الإنسانية الكبرى، ووسيطاً دائماً في حوار الحضارات والثقافات.

## جوائز تقديرية
حاز جوائز أدبية كثيرة تأتي في طليعتها جائزة الفرنكوفونية الكبرى لعام 1995، إضافة إلى جائزة الصداقة العربية الفرنسية عن كتابه حملة النار، وجائزة ماكس جاكوب عن تعاكس الشجرة والصمت وجائزة المفتاح الذهبي لمدينة ميديريفو في صربيا.

## من مؤلفاته
- الماء البارد المحفوظ (1972) - عن دار غاليمار
- شذرات (1978)
- انعكاس الشجرة والصمت (1980)
- الكائن الدمية (1983)
- ليل المعني (1990)
- القنديل المعتم (1990) [13]
- حملة النار
- حمّى الأيقونة وشفاؤها (1996) [14]
- قراءة امرأة
- مختارات من شعره [15]
- الأعمال الشعرية الكاملة[16]
- مذكرات السفير صلاح ستيتية [17]
- ترجم ستيتية قصائد لبدر شاكر السياب وأدونيس وجبران خليل جبران إلى الفرنسية